# Matteo Burgsthaler
Matteo Burgsthaler, né le 18 février 1981 à Trente en Italie, est un joueur italien de volley-ball. Il mesure 1,98 m et joue central.

## Clubs
| Club                        | De        | À         |
| --------------------------- | --------- | --------- |
| Trentino Volley             | 2000-2001 | 2000-2001 |
| La Ronda Atesina            | 2001-2002 | 2001-2002 |
| Marconi M.M. Volley Spolète | 2002-2003 | 2002-2003 |
| Volley Arezzo               | 2003-2004 | 2003-2004 |
| Olimpia Pallavolo Bergame   | 2004-2005 | 2004-2005 |
| Pallavolo Reima Crema       | 2005-2006 | 2005-2006 |
| Olimpia Pallavolo Bergame   | 2006-2007 | 2006-2007 |
| Fiemme Fassa                | 2007-2008 | 2007-2008 |
| Volley Cavriago             | 2008-2009 | 2009-2010 |
| Pallavolo Padoue            | 2010-2011 | 2010-2011 |
| Trentino Volley             | 2011-2012 | ...       |

## Palmarès
- Championnat du monde des clubs (1)
  - Vainqueur : 2012
- Championnat d'Italie (2)
  - Vainqueur : 2011, 2013
  - Finaliste : 2012
- Coupe d'Italie (2)
  - Vainqueur : 2012, 2013
  - Finaliste : 2011
- Supercoupe d'Italie (2)
  - Vainqueur : 2011, 2013
  - Finaliste : 2012